# Theodor von Netzer
Theodor Erich Wilhelm Friedrich Gottfried von Netzer (* 23. April 1827 in Hamm; † 25. März 1892 in Baden-Baden) war ein preußischer Generalmajor.

## Leben

### Herkunft
Schon sein Großvater Johann Konrad von Netzer stand in preußischen Diensten. Seine Eltern waren Eduard von Netzer (1789–1861) und dessen Ehefrau Sophie, geborene von Geismar (1793–1842). Sein Vater war Hauptmann a. D. und zuletzt Kreisoffizier bei der Landgendarmerie zwischen Weser und Rhein.

### Militärkarriere
Nach dem Besuch der Bürgerschule und des Gymnasiums in Trier trat Netzer am 6. Juli 1844 als Musketier in das 30. Infanterie-Regiment der Preußischen Armee ein. Er avancierte bis Mitte Januar 1848 zum Sekondeleutnant, diente als Adjutant des II. Bataillons und wurde am 1. Juli 1857 zum 4. Artillerie-Regiment kommandiert. Ab Oktober 1857 absolvierte er zur weiteren Ausbildung die Allgemeine Kriegsschule und stieg Mitte Januar 1859 zum Premierleutnant auf. Für die Dauer der Mobilmachung anlässlich des Sardinischen Krieges musste Netzer seine Studien unterbrechen, die er ab Mitte September 1859 fortsetzte und ein Jahr später abschloss. Zwischenzeitlich wurde er im Juli 1859 zum Hauptmann befördert und zum Kompaniechef ernannt. Vom 21. März bis zum 27. April 1866 war Netzer nach Berlin und Spandau kommandiert, um einen von ihm entwickelten Apparat zum Umbau von Beutemunition für das preußische Zündnadelgewehr vorzustellen. Anschließend war er mit Geheimauftrag in Bayern vom 6. bis zum 14. Juni 1866, dem Tag des Ausbruchs des Deutschen Krieges, unterwegs und nahm anschließend am Mainfeldzug teil.
Nach dem Krieg wurde Netzer am 19. November 1867 mit Patent vom 30. März 1859 in das Brandenburgische Füsilier-Regiment Nr. 35 versetzt, unter Beförderung zum Major am 22. März 1868 dem Regiment aggregiert und am 18. November 1868 einrangiert. Am 16. Februar 1870 folgte seine Versetzung nach Greifswald als Kommandeur des Pommerschen Jäger-Bataillons Nr. 2. Während des Krieges gegen Frankreich wurde er in der Schlacht bei Gravelotte verwundet, nahm an der Belagerung von Metz teil und erhielt am 27. August 1870 das Eiserne Kreuz II. Klasse.
Nach dem Friedensschluss wurde Netzer am 2. November 1871 zum Kommandeur des Füsilier-Bataillons im 3. Magdeburgischen Infanterie-Regiment Nr. 66 ernannt und stieg Ende März 1873 zum Oberstleutnant auf. Unter Stellung à la suite beauftragte man ihn am 20. September 1875 mit der Führung des 4. Posenschen Infanterie-Regiments Nr. 59. Am 4. Januar 1876 wurde er zum Regimentskommandeur ernannt, in dieser Eigenschaft Ende März 1876 zum Oberst befördert und anlässlich des Ordensfestes im Januar 1878 mit dem Roten Adlerorden III. Klasse mit Schleife ausgezeichnet. Aus Gesundheitsgründen nahm Netzer vom 15. Juli bis zum 1. Oktober 1880 eine Kur in Italien und Tirol. In Genehmigung seines Abschiedsgesuches wurde er am 3. Juni 1882 mit dem Charakter als Generalmajor und mit Pension zur Disposition gestellt.
Er starb am 25. März 1892 in Baden-Baden.

### Familie
Netzer heiratete am 4. April 1851 in Zürich Minna Bürkli von Hohenburg (1828–1911). Aus der Ehe gingen die Töchter Helmine (1852–1870), Emma (* 1854), Alma (* 1861), Leonie (* 1863), Ida (* 1866) und Klara (1867–1868) hervor.